# Frantzia villosa
Frantzia villosa är en gurkväxtart som beskrevs av R.P. Wunderlin. Frantzia villosa ingår i släktet Frantzia och familjen gurkväxter. Inga underarter finns listade i Catalogue of Life.